# James McGee
 James McGee  (nacido el 10 de junio de 1987) es un tenista profesional irlandés, nacido en la ciudad de Dublín. 

## Carrera
Su mejor ranking individual es el Nº 146 alcanzado el 22 de junio de 2015, mientras que en dobles logró la posición 430 el 17 de mayo de 2010.
No ha logrado hasta el momento títulos de la categoría ATP ni de la ATP Challenger Tour, aunque sí ha obtenido varios títulos Futures tanto en individuales como en dobles.

### Copa Davis
Desde el año 2009 es participante del Equipo de Copa Davis de Irlanda. Tiene en esta competición un récord total de partidos ganados/perdidos de 13/8 (9/5 en individuales y 4/3 en dobles).